# لیزینگ عملیاتی
لیزینگ عملیاتی، (به انگلیسی: operating lease) نوعی لیزینگ است، که در آن، وسایل و تجهیزات توسط لیزکنندگان (اجاره‌کنندگان) تنها به منظور استفاده از آن‌ها اجاره می‌شود؛ بدون این که هدف کسب مالکیت آن‌ها در میان باشد.
در لیزینگ عملیاتی مدت زمان مورد توافق، کوتاه‌تر از عمر مفید محصول است و این امکان وجود دارد، که تجهیزات و وسایل یاد شده یک بار یا بیشتر به اجاره‌کنندگان متفاوت اجاره داده شوند.
قرارداد لیزینگ می‌تواند توسط اجاره‌کننده خاتمه یابد؛ مشروط بر آن که مدت زمان آن در قرارداد تعیین شده باشد.
در لیزینگ عملیاتی ارزش خالص فعلی مجموع اجاره بها، از قیمت جاری تجهیزات کمتر است. در پایان مدت قرارداد، اجاره‌کننده می‌تواند تجهیزات را به اجاره‌دهنده بازگرداند، قرارداد را تجدید یا از تجهیزاتی با مدل بالاتر استفاده کند.
در لیزینگ عملیاتی هزینه‌هایی همچون نگهداری، تعمیر و بیمه توسط اجاره‌دهنده پرداخت خواهد شد، که قسمتی از آن‌ها می‌تواند در اجاره بها گنجانده و به صورت پرداخت‌های ماهانه منعکس شود.
اجاره‌دهنده از قبل قیمت پایه فروش یا اجاره دوباره کالا را با توجه به میزان فرسودگی تکنیکی تجهیزات، در پایان دوره تخمین می‌زند و اجاره بها را براساس آن تعیین می‌کند.
لیزینگ عملیاتی معمولاً در بازارهایی به کار می‌رود که در آن‌ها فرایند توسعه تکمیل شده‌است و اجاره دهندگان در زمینه معاملات گروه ویژه‌ای از تجهیزات تخصص پیدا کرده‌اند.
لیزینگ عملیاتی برای تأمین مالی تجهیزات واجد تغییرات تکنولوژیکی سریع، خودروهای تجاری با عمر مفید کوتاه، تجهیزات کارخانه‌ای، ماشین‌آلات معادن یا وسایل حمل‌ونقل هوایی به‌طور گسترده به کار گرفته می‌شود.